# Alba (indumentaria)

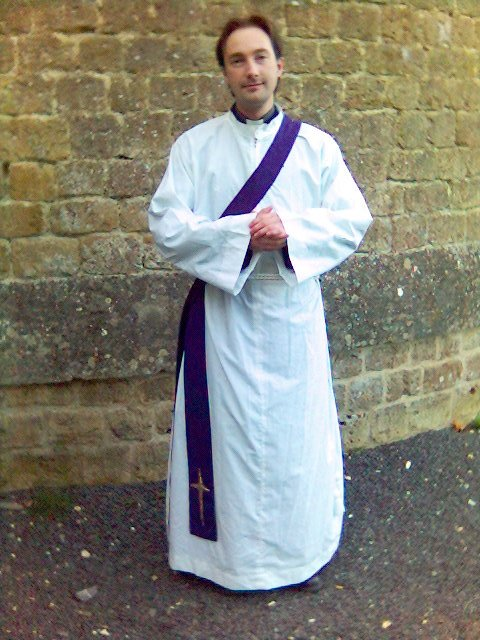
Un diácono anglicano usando un alba.

El alba es una prenda larga de lino blanco que es utilizada en los ritos cristianos por el sacerdote, el diácono y los demás ministros del altar en diferentes celebraciones religiosas. Se llama así por su color blanco y proviene de la túnica talaris romana. Recibe este nombre asimismo la túnica que se impone al neófito en la Iglesia católica para recibir el sacramento del bautismo. 
En la Edad Media recibió los nombres de camiso, camisa y chamisia. Por su materia que siempre ha sido de lino (aunque también excepcionalmente, de lana o seda) se llamó túnica línea y por su ornamentación camisia parata o apparamentata. Estos adornos que empezaron a estilarse en el siglo X consistieron en franjas y galones colocados, sobre todo, en los márgenes de la vestidura. Sin embargo, desde el siglo XIII, prevaleció la costumbre de aplicarles piezas rectangulares bordadas ya sobre alguna zona de los laterales, ya en la espalda y sobre el pecho, recibiendo diferentes nombres: parura, plágula, grammata, gemmata, etc. Dicha ornamentación fue cesando en la Edad Moderna sustituyéndose por encajes o puntillas.